# Doyerea emetocathartica
Doyerea emetocathartica är en gurkväxtart som beskrevs av Grosourdy. Doyerea emetocathartica ingår i släktet Doyerea och familjen gurkväxter. Inga underarter finns listade i Catalogue of Life.